# Subhen Chatterjee

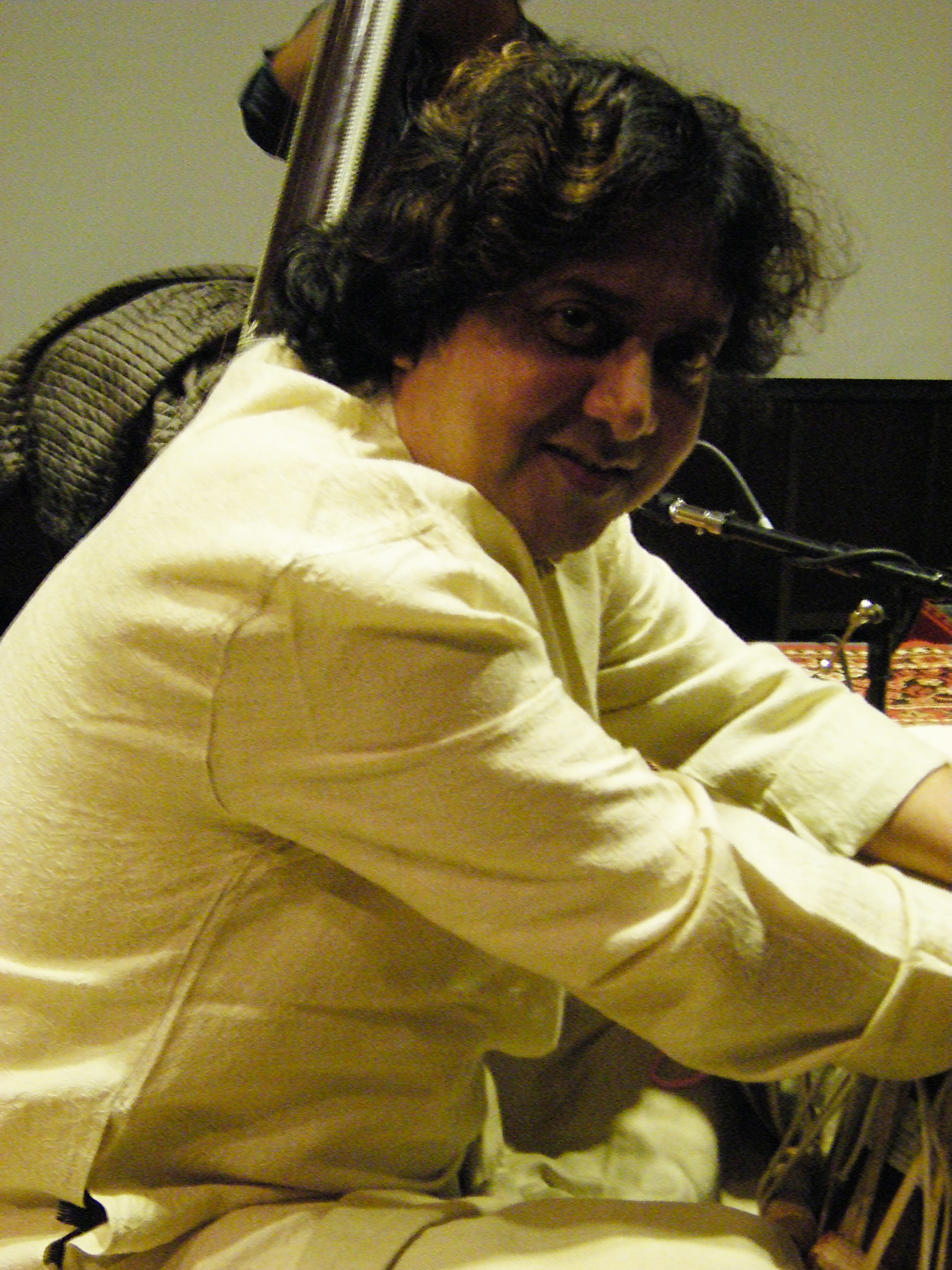
Subhen Chatterjee, 2008

Subhen Chatterjee (* 26. September 1962 in Kalkutta) ist ein indischer Tablaspieler.

## Leben
Chatterjee ist Schüler des Tablaspielers Swapan Chowdhury, eines Vertreters der Lucknow-Gharana, nahm aber auch Einflüsse anderer Schulen des Tablaspiels auf. Im Bereich der klassischen indischen Musik begleitete Musiker wie Bhimsen Joshi, Jasraj, Vidushi Girija Devi, Vidushi Shobha Gurtu, Vishwa Mohan Bhatt, Rajan und Sajan Mishra und Shahid Parvez. Mit seiner 1985 gegründeten Weltmusikband KARMA ist er einer der führenden Vertreter der Weltmusikbewegung in Indien. Regelmäßig ist er Gast bei der Festivalreihe WOMAD (World of Music, Arts and Dance). Weiterhin arbeitete er mit dem Perkussionisten Sivamani zusammen und wurde Mitglied der Band Friends of Drums.
Sein Album Artistry (mit Manilal Nag, Sitar und Ramesh Mishra, Sarangi) wurde 2003 für einen Grammy nominiert, das Album Bandish Fusion 2006 für einen Just Plain Folk (JPF) Award. Ein sechzigminütiger Liveauftritt mit mehr als 300 Musikern, die mehr als 350 Instrumente spielten, brachte ihm einen Eintrag in das Guinness-Buch der Rekorde.

## Diskographie
mit Girija Devi
- Praktisha
- Songs from Varanasi
- Inde du nord
- Spring Melody
- SamadhiS

mit Vishwa Mohan Bhatt
- Moments
- Sleepless Nights (mit Matt Malley)
- Bouquet of Ragas

mit Shahid Parvez
- Artistry
- Morning Glory
- Emotive Sitar
- Intimations of Goddess
- Live in Toronto (Doppel-CD)

mit Manilal Nag und Ramesh Mishra
- Artistry (Duett Sitar und Sarangi)

mit Budhaditya Mukherjee
- Sitar
- Magic Moments

mit Manilal Nag und Ali Ahmed Hussain
- Music from Maestros
- Jugalbandi
- Shehnai

mit der Fusionband KARMA
- Bandish Fusion: the lasting legacy
- Bandish Fusion: Redefind
- Bandish Fusion
- Secular Minds
- Basically yours
- Beyond Limit

mit Snehashish Mazumder
- Eclectic Trio (mit Rupak Kulkarni)
- Mandolin Dreams
- Rainbow

mit Rajeeb Chakraborty
- Trilogy (mit Jesse Bannister)
- Crosswinds (mit Jesse Bannister)
- Rajeeb und Reene

mit anderen Partnern
- Desert Roots (mit The Langa Manganiyars of Rajasthan)
- Baul Express (mit The Bauls of Bengal)
- Bliss (Soloalbum)
- Emotive Sarengi (mit Ramesh Mishra)
- Sadhana (mit Rajan und Sajan Mishra)
- Laguk Hawa (mit Rejwana Chowdhury Bonnya)